# Terry Pitt
Terence John (Terry) Pitt (ur. 2 marca 1937 w Willenhall, zm. 3 października 1986 w Birmingham) – brytyjski polityk i konsultant polityczny, poseł do Parlamentu Europejskiego II kadencji.

## Życiorys
Z wykształcenia inżynier metalurg, absolwent Aston University. Zaangażował się w działalność polityczną w ramach Partii Pracy. W pierwszej połowie lat 60. dołączył do departamentu badawczego ugrupowania, kierując nim w latach 1965–1974 odpowiadał za przygotowanie kilku kampanii wyborczych laburzystów. Wchodził także w skład komitetu ekonomicznego Trades Union Congress. W 1970 kandydował bez powodzenia do Izby Gmin. W 1974 przez kilka miesięcy był doradcą przewodniczącego niższej izby Edwarda Shorta, jednak zrezygnował ze stanowiska. Od 1978 do 1981 kierował organizacją Institute of National Affairs, działającą w Papui-Nowej Gwinei, następnie do 1984 pracował jako doradca ds. rozwoju ekonomicznego w radzie hrabstwa West Midlands.
W 1984 wybrany posłem do Parlamentu Europejskiego, przystąpił do frakcji socjalistycznej. Zmarł w trakcie kadencji wskutek zadławienia.